# Kasteel Terblock

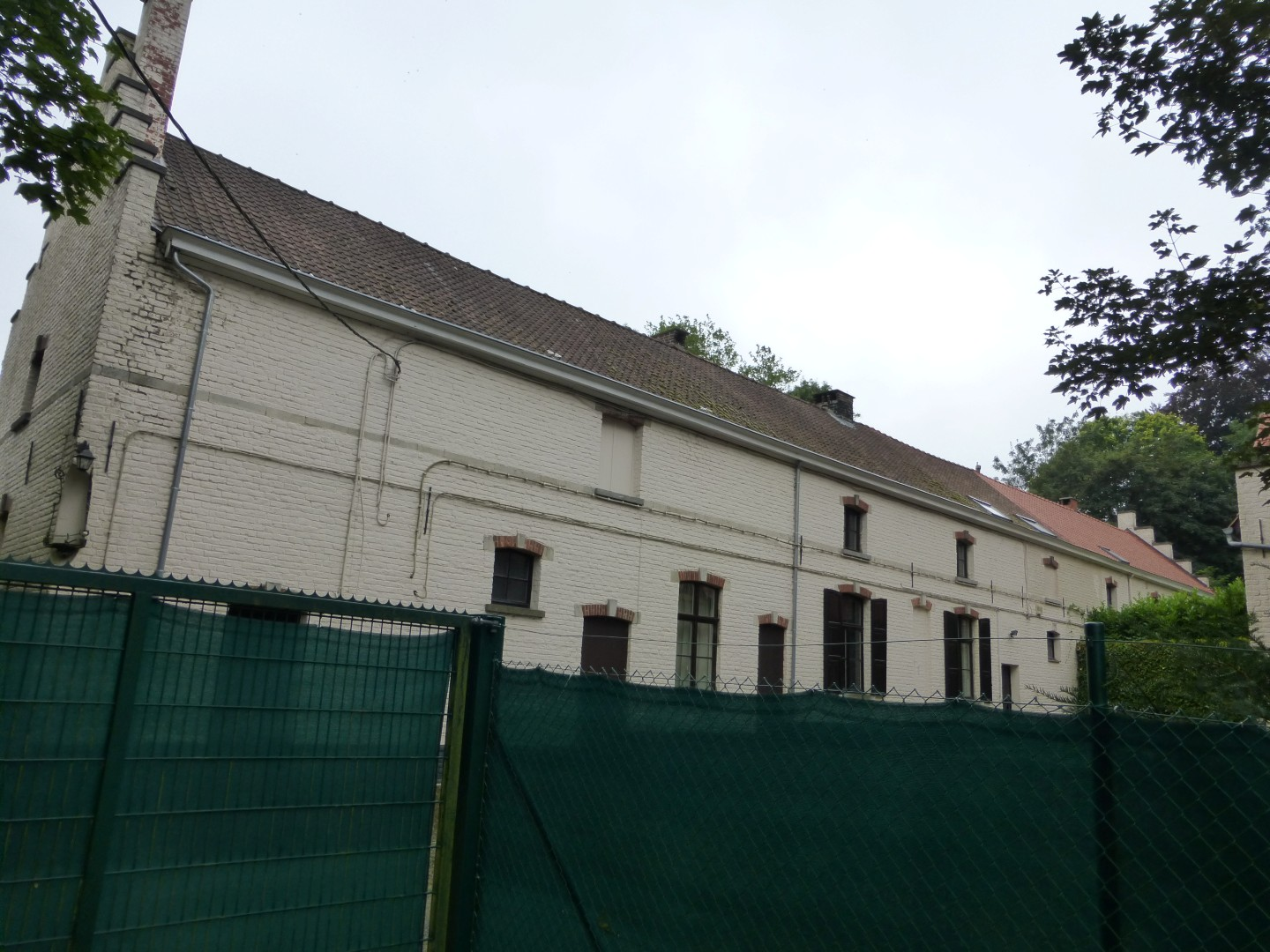
kasteel Terblock in 2015

Het Kasteel Terblock is een kasteel in de tot de Vlaams-Brabantse gemeente Overijse behorende plaats Jezus-Eik, gelegen aan de Sint-Jansbergdreef 2, ten noorden van Hoeilaart.

## Geschiedenis
In de 18e eeuw werd dit gebied nog geheel ingenomen door het Zoniënwoud. In 1822 werd de Generale Maatschappij van België opgericht en deze kreeg het zuidelijk deel van dit woud in eigendom en begon percelen te verkopen. Zo werd handelaar Louis Bauwens-Deheyn eigendom van een dergelijk perceel en liet het ontbossen wat in 1867 al had plaatsgevonden. Uiteindelijk kwam het domein in het bezit van de familie Hye en einde 19e eeuw liet deze een kasteel bouwen in neotraditionele stijl. Naast het kasteel bestaan er ook bijgebouwen, met name aan de Welriekendedreef, uit dezelfde tijd.
Het kasteel wordt omringd door een park in landschapsstijl.